# Гіродін

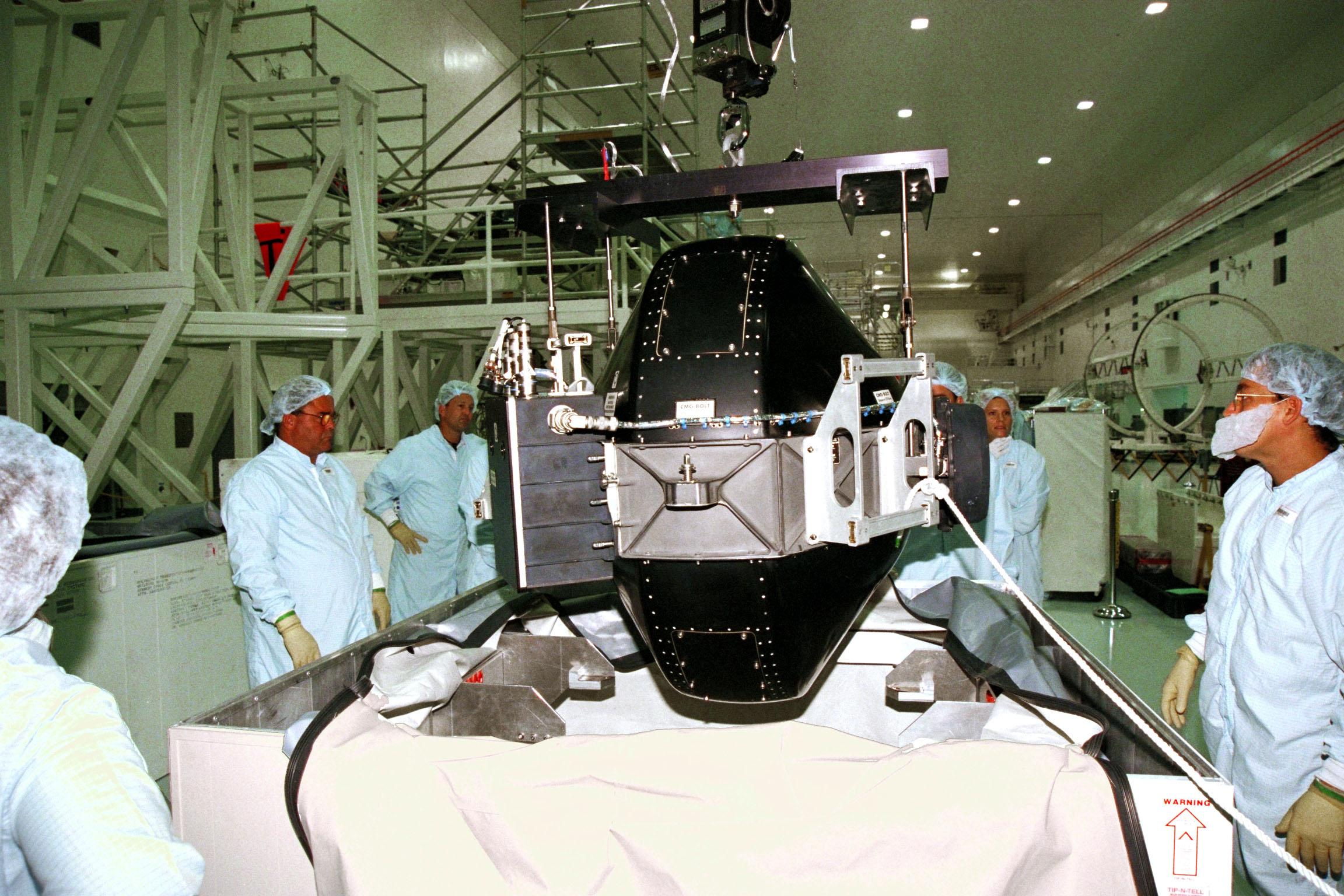
Технічний персонал Боїнга готує гіродин CMG-1 для екіпажу STS-93, який встановить його на ферму Z1 МКС, і який згодом вийде з ладу. (Фото NASA, 1998)

Гіродин (англ. Control moment gyroscope) — інерціальний пристрій, що обертається та застосовується для високоточної орієнтації та стабілізації, як правило, космічних апаратів (КА), що забезпечує правильну орієнтацію в польоті і запобігає безладному обертанню.
Гіродин — це двоступеневий керуючий силовий гіроскоп, який виступає в ролі гіростабілізатора. На КА він замінив простіші системи на базі двигуна-маховика. Принцип роботи цих інерційних пристроїв заснований на законі збереження моменту імпульсу. Наприклад, коли двигун-маховик розкручується в один бік, то КА, відповідно, починає крутитися в інший бік. Якщо під впливом зовнішніх чинників КА почав розвертатися в певному напрямку, досить збільшити швидкість обертання маховика в той самий бік, щоб він компенсував момент («прийняв обертання на себе») і небажаний поворот КА припиниться.

## Механіка
Гіродини відрізняються від реактивних коліс. Перші створюють крутний момент, просто змінюючи швидкість обертання ротора, а другі нахиляють вісь обертання ротора, не обов'язково змінюючи його швидкість обертання. Гіродини також набагато енергоефективніші. При декількох сотнях ват і близько 100 кг маси великі гіродини створюють тисячі ньютон-метрів крутного моменту. Реакційне колесо з аналогічними можливостями потребувало б мегават потужності.
Принцип же роботи гіродина полягає в створенні гіроскопічного моменту, що діє через опори гіроскопа.

## Конструктивні різновиди

### Одношарнірний (або однокарданний)
Найбільш ефективні гіродини мають лише один карданний вузол. При обертанні карданного вузла такого гірадіна зміна напрямку кутового моменту ротора створює крутний момент, який діє на тіло, до якого кріпиться гіродин, наприклад, космічний апарат. За винятком ефектів, пов'язаних з рухом космічного апарата, цей крутний момент обумовлений обмеженням, тому він не виконує механічної роботи (тобто не потребує енергії). Однокарданний гірадін обмінюється кутовим моментом таким чином, що вимагає дуже мало енергії, в результаті чого вони можуть застосовувати дуже великі крутні моменти при мінімальному споживанні електроенергії.

### Подвійний карданний шарнір
Такий гіродин включає по два карданних підвіси на ротор. Як виконавчий механізм, він є більш універсальним, ніж однокарданний гіродин, оскільки здатний спрямовувати вектор кутового моменту ротора у будь-якому напрямку. Однак на крутний момент, що створюється рухом одного карданного вузла, часто повинен реагувати інший карданний вузол на шляху до космічного апарата, що вимагає більшої потужності для заданого крутного моменту, ніж однокарданний гіродин. Якщо мета полягає в тому, щоб просто зберігати кутовий момент в масоефективний спосіб, як у випадку з Міжнародною космічною станцією, гарним конструктивним вибором є гіродин з двома карданними механізмами. Однак, якщо космічному апарату потрібен великий вихідний крутний момент при мінімальному споживанні енергії, кращим вибором є однокарданний гіродин.

### Гіродин змінної швидкості
Більшість гіродинів підтримують постійну частоту обертання ротора, використовуючи відносно невеликі двигуни для компенсації змін, викликаних динамічним зв'язком і неконсервативними ефектами. Деякі наукові дослідження зосереджені на можливості збільшення і зменшення швидкості ротора під час обертання карданного підвісу. Регульовані гіродини змінної швидкості (англ. VSCMG) мають небагато практичних переваг при розгляді можливостей приведення в дію, оскільки вихідний крутний момент на роторі, як правило, набагато менший, ніж крутний момент, викликаний рухом карданного підвісу. Основною практичною перевагою VSCMG у порівнянні зі звичайними гіродином є додатковий ступінь свободи, що надається наявним крутним моментом ротора, який може бути використаний для безперервного уникнення сингулярності гіродина і переорієнтації кластера VSCMG. Дослідження показали, що крутний момент ротора, необхідний для цих двох цілей, дуже малий і знаходиться в межах можливостей звичайних роторних двигунів гіродинів. Таким чином, практичні переваги VSCMG легко доступні при використанні звичайних гіродинів зі змінами в керуванні кластером гіродина і законах керування роторним двигуном гіродина.
Гіродин змінної швидкості також можна використовувати як механічну батарею для накопичення електричної енергії у вигляді кінетичної енергії маховиків.

### Корпус космічного апарата
Якщо космічний апарат має частини, що обертаються, вони можуть бути використані або керовані як гіродин.